# 알렉산드르 소쿠로프
알렉산드르 니콜라예비치 소쿠로프(Александр Николаевич Сокуров, Aleksandr Nikolayevich Sokurov, PAR, 1951년 6월 14일 ~ )는 러시아의 영화 감독이다. 2011년 영화 《파우스트》로 베네치아 국제 영화제에서 황금사자상을 수상하였다.